# Cenon-sur-Vienne
Cenon-sur-Vienne – miejscowość i gmina we Francji, w regionie Nowa Akwitania, w departamencie Vienne.
Według danych na rok 1990 gminę zamieszkiwało 1620 osób, a gęstość zaludnienia wynosiła 188 osób/km² (wśród 1467 gmin regionu Poitou-Charentes Cenon-sur-Vienne plasuje się na 173. miejscu pod względem liczby ludności, natomiast pod względem powierzchni na miejscu 906.).